# 珠光流
珠光流（じゅこうりゅう）は茶道流派の一つ。侘び茶の創始者とされる村田珠光を祖と仰ぎ古式を伝えるが、日本統治時代ソウルの妙心寺京城別院にて行われるという独特の来歴を持つ。家元は鈴鹿市の天沢山龍光寺にあり、庵号は摩尼庵。

## 歴史
中興と称せられる7代備長庵道義は元禄期の人で、伝書などを多く残しているが、大火により京都を離れ尾張に移っている。9代珠翫宗光は座禅への造詣が深く、見性宗般より庵号「摩尼庵」を受ける。珠翫宗光の没後まもなく、珠光流は師範代の梅笑庵宗雹に預けられ、京城（ソウル）に移る。宗匠位は妙心寺管長代理の真浄宗詮、のちに仁峰令譲へと引き継がれて伊勢へ移るが、引き続き京城にて盛んに行われ終戦により引き揚げとなった。

## 特徴
珠光流の現在の流儀のうち、文献に照らして古式と判断される点を挙げる。
- 柄杓・蓋置・建水を運び出す時に、全てを建水に仕組むのが一般的であるが、仕舞いと同様右手で柄杓・蓋置を持ち左手は建水のみを持って運び出す。
- 居前について後、帛紗を捌いて茶器・茶杓を清めるが、その後さらに柄杓を清める。
- 濃茶の廻し飲みをしない。

その他、茶巾を毎度たたみ直すこと、仕舞いの茶筅通しに湯を用いることなどがある。

## 歴代
元禄期津軽藩の茶道役野本道玄の「珠光流聞書」には珠光の弟子である一樹庵光玉を流祖とする系図が示されているが、ほぼ同時期の宗匠である鈴木備長庵による「茶道珠光流系譜」によれば流祖は村田珠光であり備長庵は7代にあたるとされる。
| 代   | 号       | 斎号   | 生没年                | 備考                           |
| ---- | -------- | ------ | --------------------- | ------------------------------ |
| 初   | 村田珠光 |        | 1422年- 1502年5月15日 | 1423年生とも                   |
| 二   | 村田宗珠 | 印説斎 | 不詳                  | 珠光の養子                     |
| 三   | 村田宗印 |        |                       |                                |
| 四   | 鈴木宗可 |        |                       |                                |
| 五   | 鈴木宗有 |        |                       |                                |
| 六   | 鈴木無庵 |        |                       |                                |
| 七   | 鈴木道義 | 備長庵 | 1718年- 1790年        |                                |
| 八   | 山口宗月 | 是一庵 | 不詳- 1830年          |                                |
| 九   | 珠翫宗光 | 摩尼庵 | 不詳- 1911年          |                                |
| 十   | 宗詮宗光 | 摩尼庵 | 1842年- 1914年        | 臨済宗大学初代学長             |
| 十一 | 仁峰宗光 | 摩尼庵 | 1892年- 不詳          | 龍光寺41世衣斐令譲             |
| 十二 | 宗峰宗光 | 摩尼庵 | 1939年-               | 龍光寺42世衣斐賢譲・元鈴鹿市長 |